# Bicellaria longipes
Bicellaria longipes är en tvåvingeart som först beskrevs av Friedrich Hermann Loew 1862.  Bicellaria longipes ingår i släktet Bicellaria och familjen puckeldansflugor. Inga underarter finns listade i Catalogue of Life.